# Kamienica przy pl. Bolesława Chrobrego 4 w Kłodzku
Kamienica przy pl. Bolesława Chrobrego 4 w Kłodzku – zabytkowa kamienica położona na kłodzkim rynku, w jego południowo-wschodniej pierzei, na rogu placu Bolesława Chrobrego i ulicy Wita Stwosza.

## Historia
Pierwsze domy na miejscu dzisiejszej kamienicy nr 4, powstały na przełomie XIII/XIV w., co wiązało się z lokacją Kłodzka oraz wytyczeniem rynku. Były to zabudowania prawdopodobnie drewniane. Wszystkie obiekty znajdujące się na tym narożniku pełniły funkcję gospody miejskiej.
Pierwsza wzmianka na temat budynku na tym miejscu pochodzi z 1418 r. i mówi o gospodzie (Teberne), w której zatrzymywali się m.in. podróżujący przez Kłodzko w kierunku Pragi i Wrocławia. W 1477 r. hrabia kłodzki, Henryk I Starszy przyznał jej prawo wyszynku piwa i wina. Z kolei w 1517 r. hrabia Ulryk von Hardeck zezwolił na warzenie piwa w gospodzie. Ten pierwszy gmach spłonął podczas pożaru jaki miał miejsce 25 marca 1676 r. Został zastąpiony przez nowy budynek w 1751 r., co upamiętniała uwieczniona na nim data i herb. Sto lat później został on zastąpiony nową, dwukondygnacyjną budowlą o cechach stylu neorenesansowego, w którym mieściła się restauracja Taberne oraz swoje wystąpienia dawał teatr miejski.
Pod koniec XIX w. gmach restauracji został zburzony i rozpoczęto budowę gmachu neobarokowego, w którym swoją siedzibę znalazł m.in. ówczesny Glatzer Bank (Bank Kłodzki). Prace budowlane ostatecznie zakończono w 1904 r.
Obecnie w części budynku mieści się Bank Spółdzielczy.

## Architektura
Jest to budynek narożny, znacznych rozmiarów o rzucie poziomym, powstały w stylu neobarokowym, który nawiązuje swoimi formami do wczesnego okresu tej epoki. Uwagę zwraca znajdująca się na rogu wieża-wykusz, zwieńczona hełmem oraz ozdobny szczyt, portal i obramienia okienne.

## Galeria

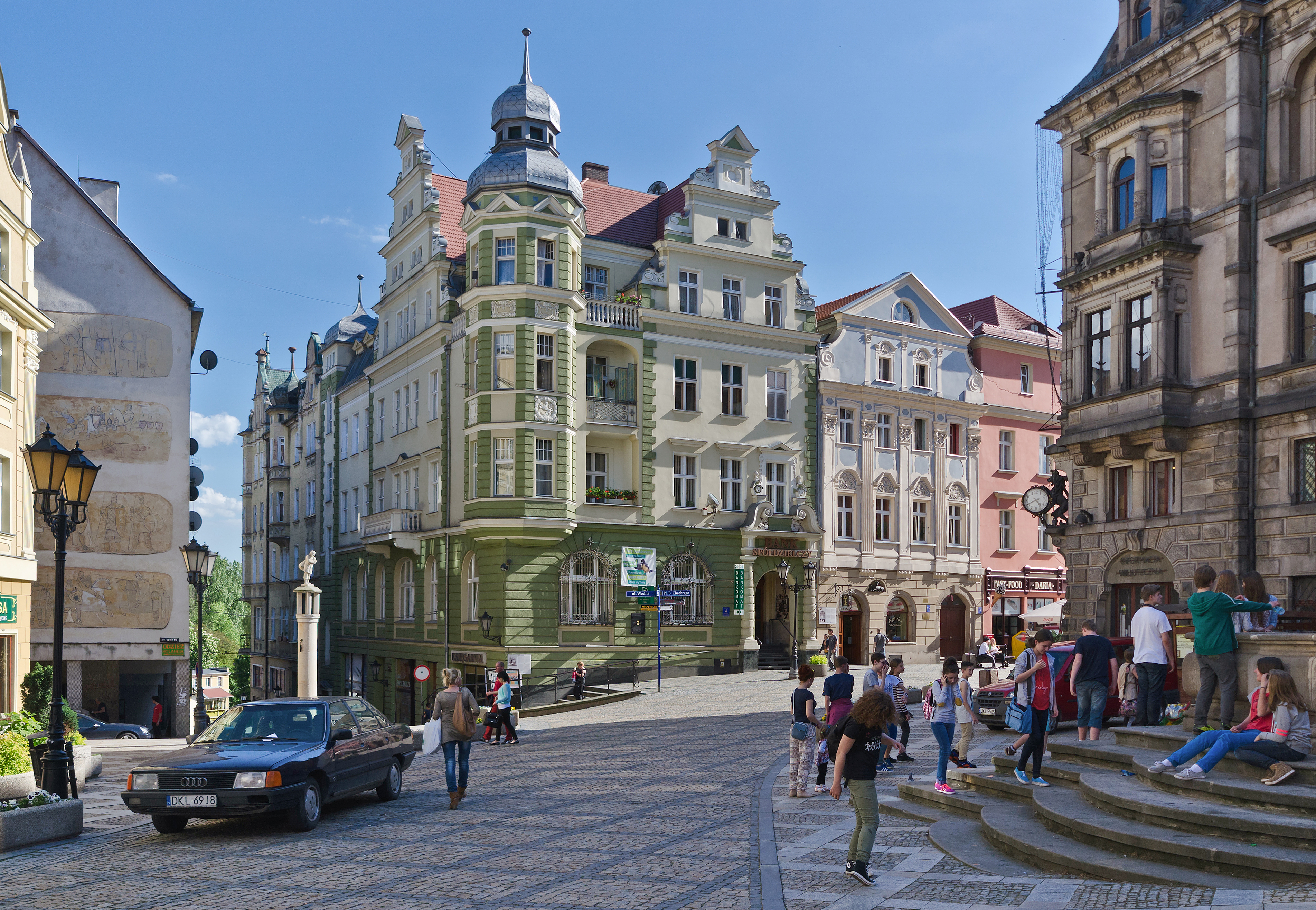
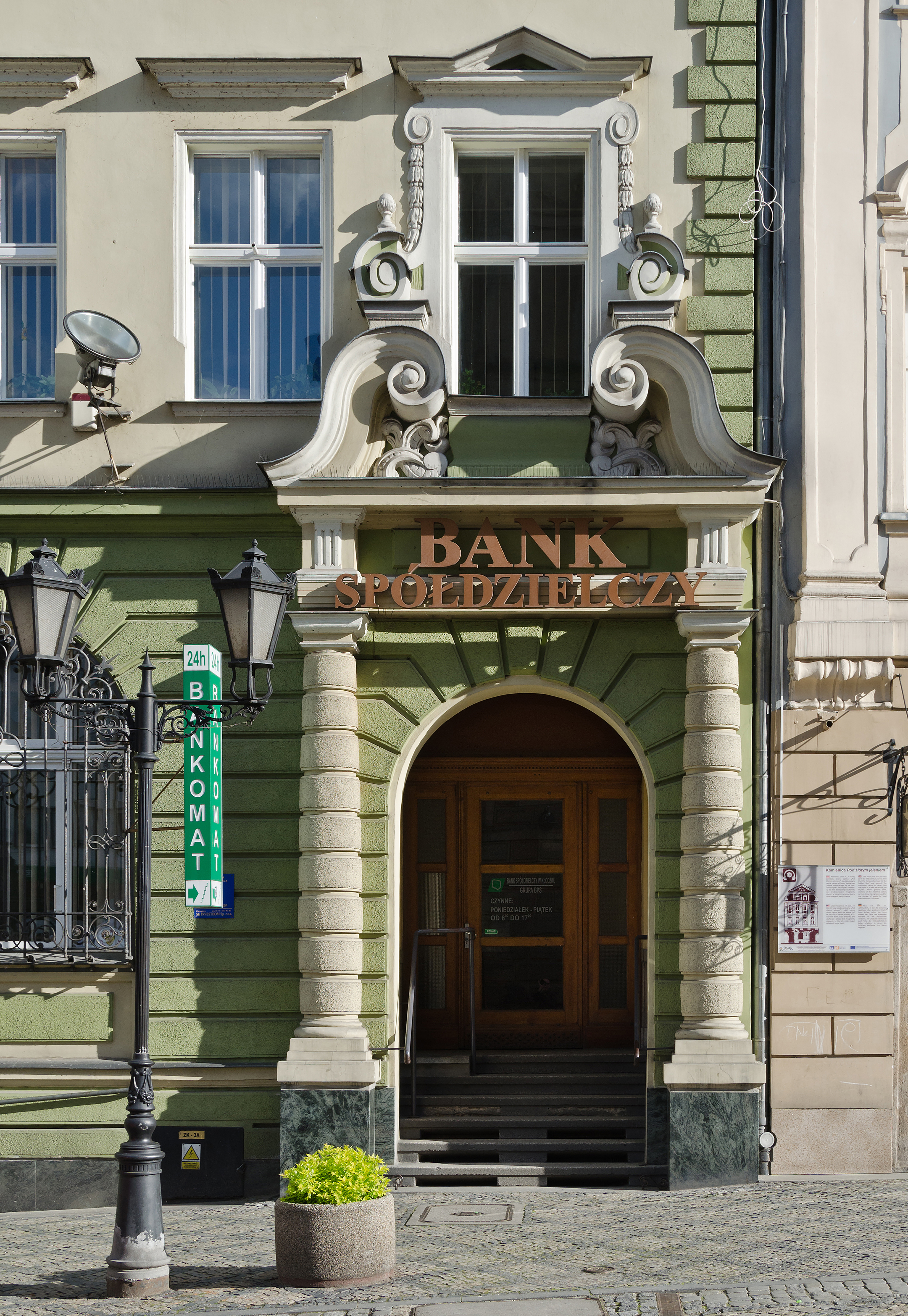
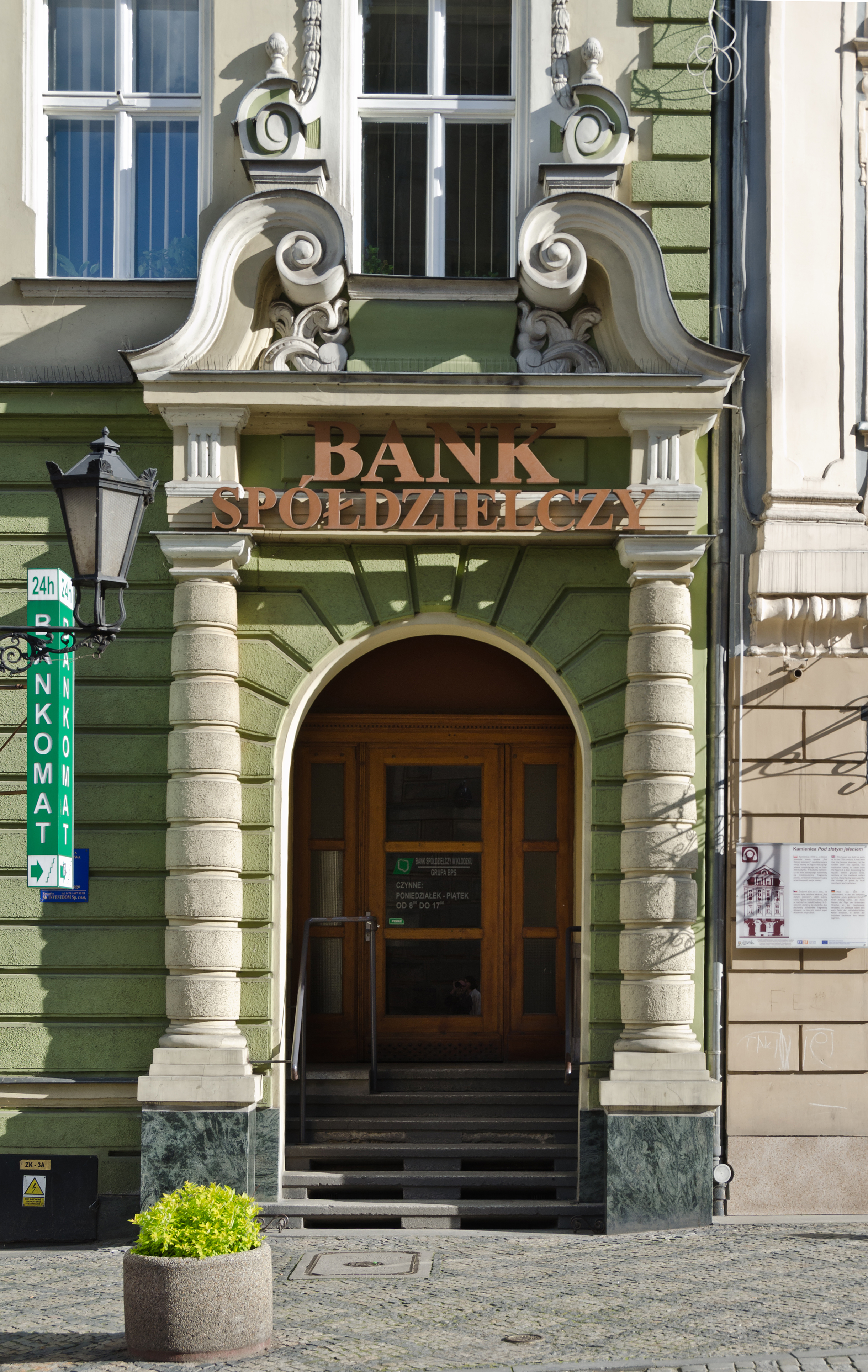
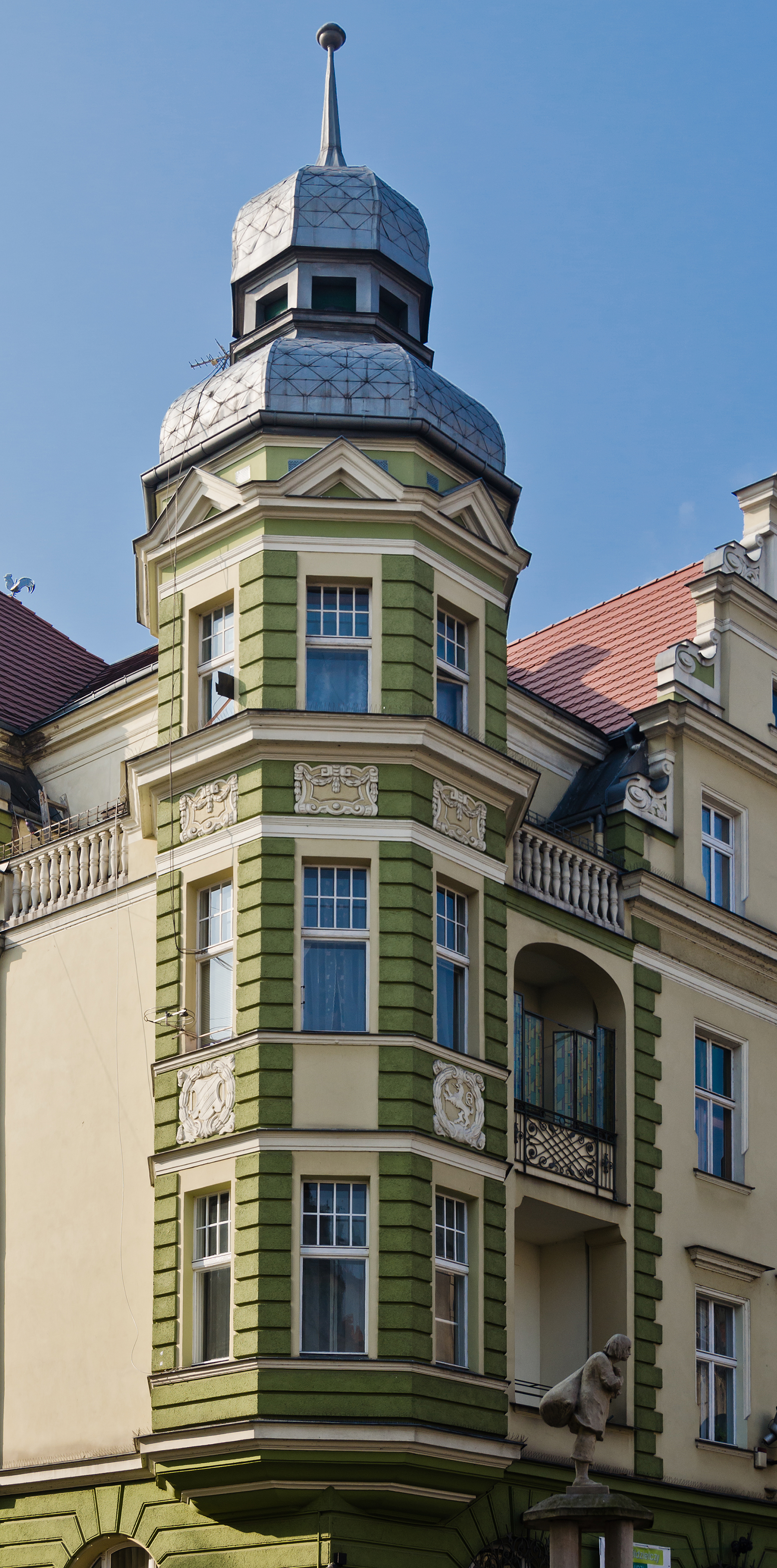
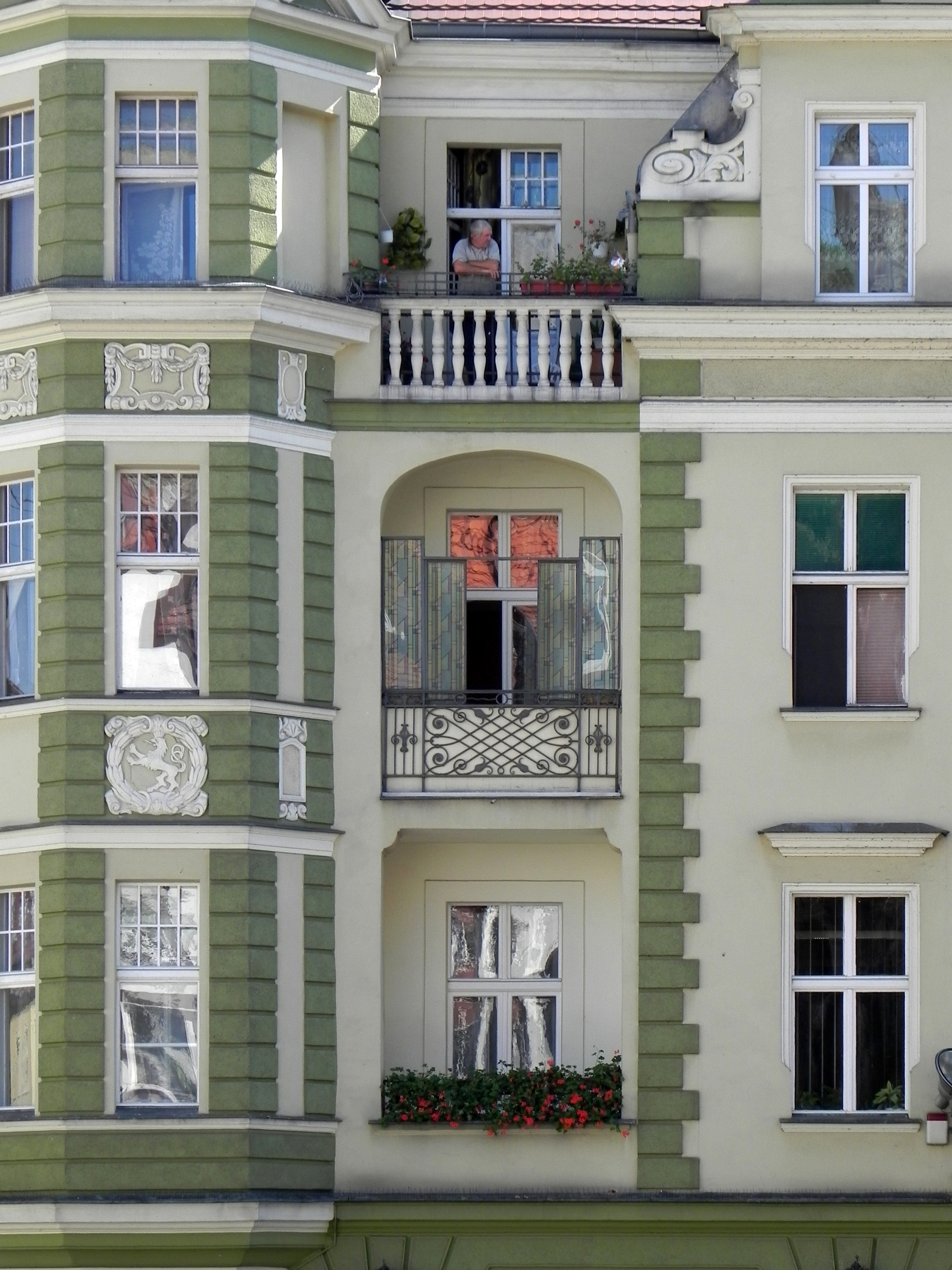
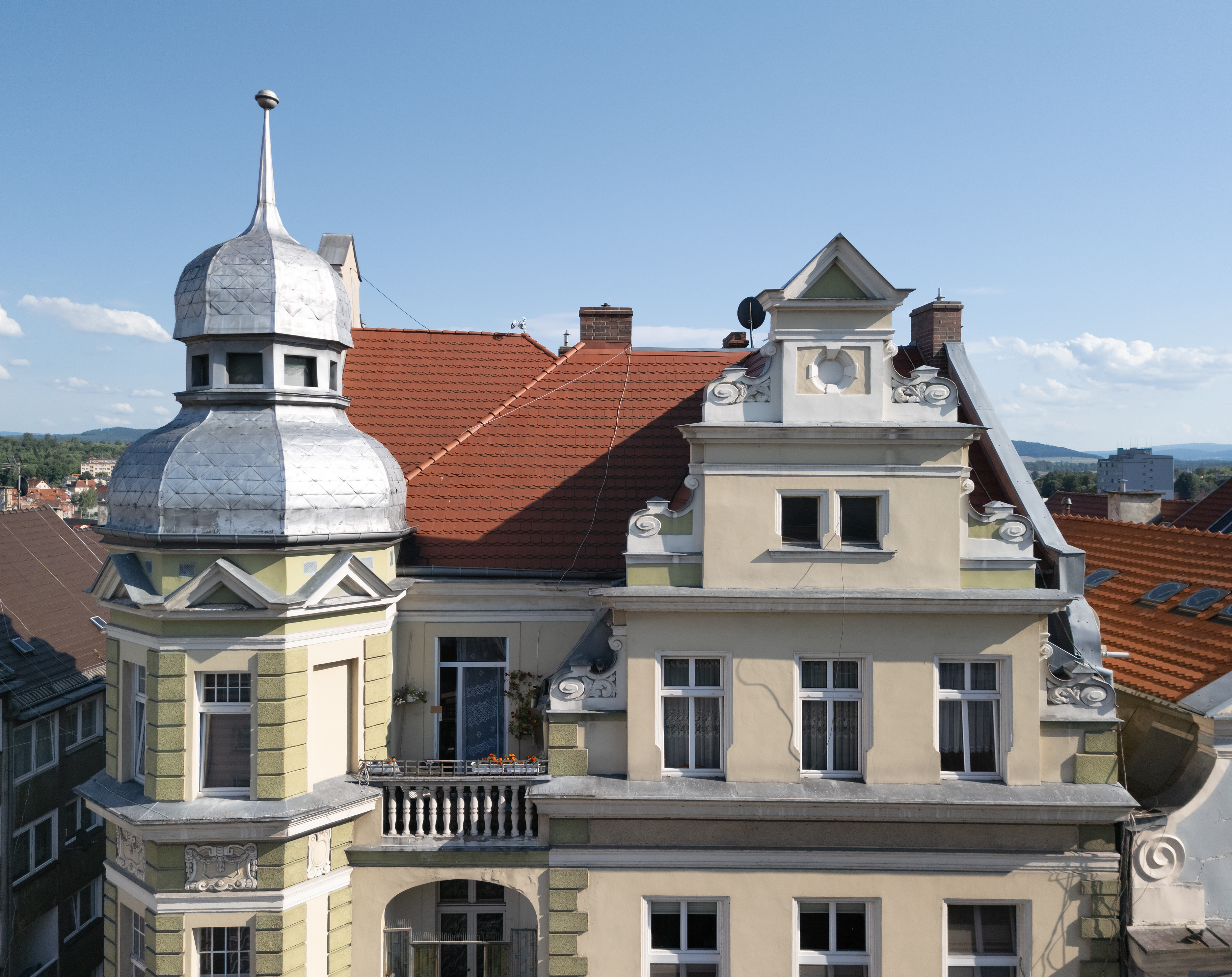
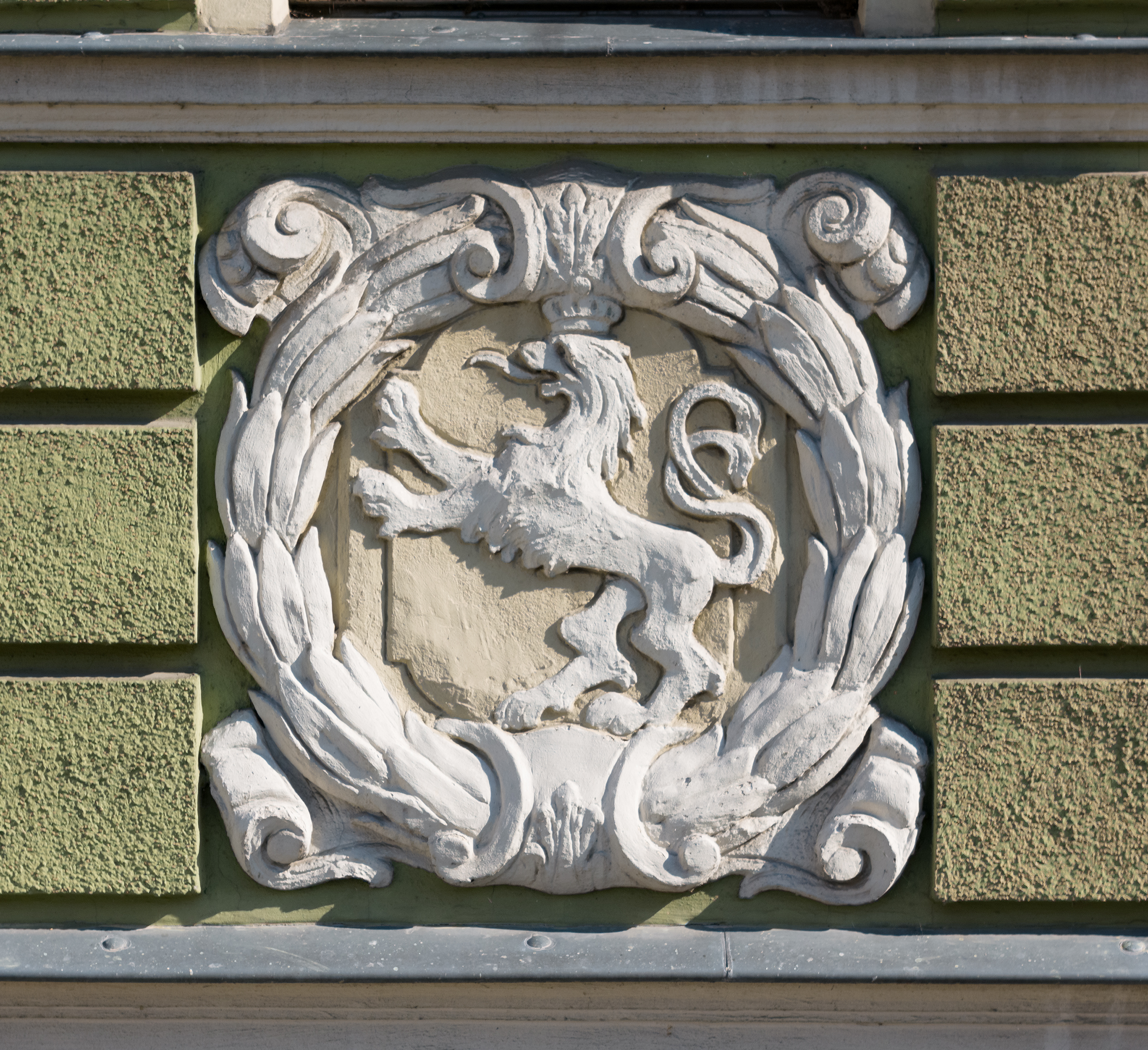
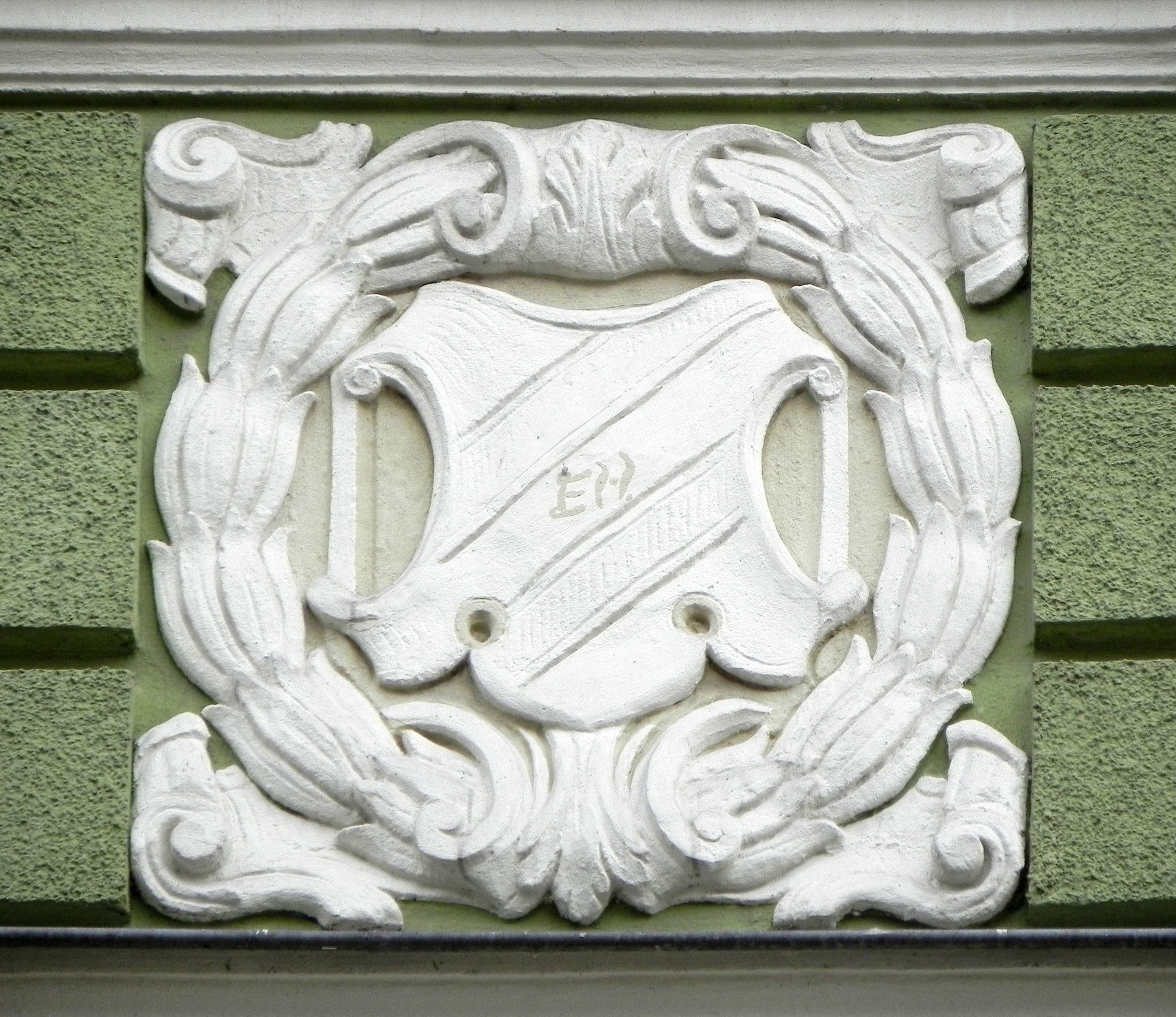
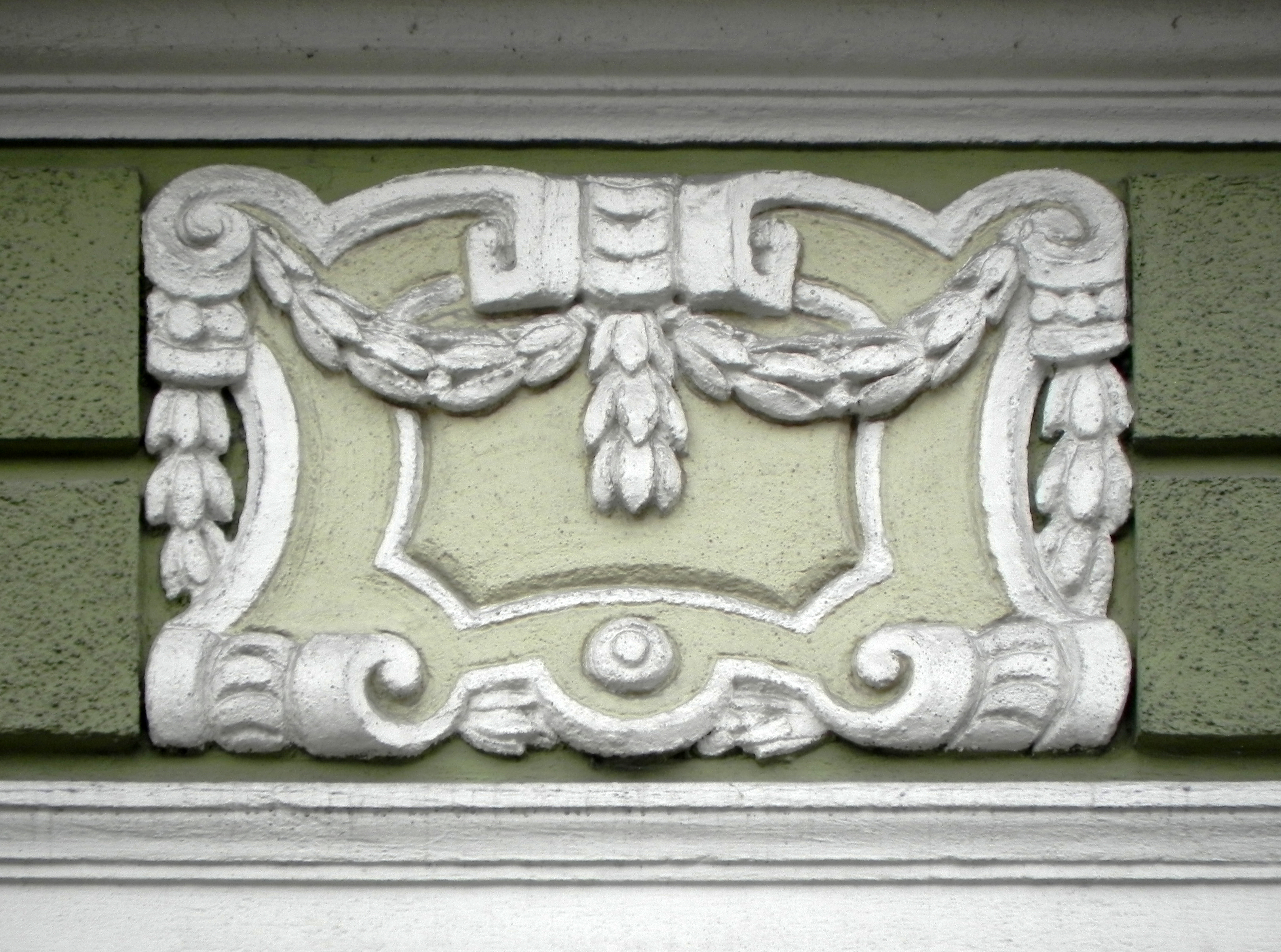